# Maximilian von Pufendorf
Maximilian von Pufendorf (né en 1976 à Hilden, en Rhénanie-du-Nord-Westphalie) est un acteur allemand. 

## Filmographie partielle
Cinéma
- 1998 : Nicht auf den Mund
- 1999 : Die Farbe des Himmels
- 1999 : Pas sur la bouche (Nicht auf den Mund)
- 1999 : The Unscarred
- 2000 : Crazy
- 2003 : ranny and Zoë
- 2005 : Goldjunge
- 2006 : Snipers Valley – Mörderischer Frieden
- 2007 : Paix meurtrière (Mörderischer Frieden)
- 2008 : Buddenbrooks
- 2009 : La Trêve (Waffenstillstand)
- 2012 : Offroad

Télévision
- 1998 : Die Mörderin
- 1998 : Praxis Bülowbogen
- 1999 : Gemini
- 2000 : Brennendes Schweigen
- 2001 : Vera Brühne
- 2001 : Doppelter Einsatz (épisode : Im Visier der Bestie)
- 2001 : Verdammt verliebt
- 2003 : Bella Block (épisode : Hinter den Spiegeln)
- 2003 : Tatort (épisode : Dreimal schwarzer Kater)
- 2003 : Tatort (épisode : Heimspiel)
- 2004 : Tatort (épisode : Nicht jugendfrei)
- 2004 : Wilsberg – "Tödliche Freundschaft"
- 2004 : Durch Liebe erlöst
- 2005 : Horizons lointains (Endloser Horizont)
- 2005 : Hilfe, die Familie kommt
- 2005 : Polizeiruf 110 : "Schneewittchen"
- 2005 : Heute fängt mein Leben an
- 2005 : Polizeiruf 110 : "Mit anderen Augen"
- 2005 : Sauvés par l'amour (Das Geheimnis des roten Hauses)
- 2006 : Un cas pour deux (Ein Fall für zwei) (épisode : Blutige Liebesgrüsse)
- 2006 : Pauvres Millionnaires (Arme Millionäre – Müll oder Frieden)
- 2007 : Der Mann im Heuhaufen
- 2007 : Par amour pour Julian (Das letzte Stück Himmel)
- 2008 : Freiwild
- 2009 : Vol 714 - Au bout de l'enfer (Crashpoint – 90 Minuten bis zum Absturz)
- 2009 : Killerjagd. Töte mich, wenn du kannst
- 2010 : Killerjagd. Schrei, wenn du dich traust
- 2010 : Eine Nonne zum Verlieben
- 2010 : Zurück zum Glück
- 2011 : Tod am Engelstein
- 2011 : Tatort : Unter Druck
- 2011 : Idylle en eaux troubles (Am Ende die Hoffnung)
- 2012 : Die letzte Spur – Reifeprüfung
- 2012 : Auf Herz und Nieren
- 2012 : Rommel, le stratège du 3ème Reich (Rommel)
- 2013 : Die Frau in mir
- 2013 : Et si j'étais une femme... (Zur Sache, Macho!)
- 2017 : Charité (série télévisée)